# Muzeul Trovanților
Muzeul Trovanților este o arie protejată de interes național ce corespunde categoriei a IV-a IUCN (rezervație naturală de tip geologic), situată în județul Vâlcea, pe teritoriul administrativ al comunei Costești.

## Localizare
Aria naturală protejată se află în Subcarpații Vâlcii, o subdiviziune a Subcarpaților Getici, în bazinul râului Costești (un afluent de stânga al Bistriței Vâlcene), în partea central-nord-vestică a județul Vâlcea.

## Descriere
Muzeul Trovanților cu o suprafață de 1,10 hectare, este declarat arie protejată prin Hotărârea de Guvern Nr.1581 din 8 decembrie 2005 (privind instituirea regimului de arie naturală protejată pentru noi zone) și este inclus în Parcul Național Buila-Vânturarița. 
Rezervația naturală reprezintă un muzeu geologic în aer liber, o zonă cu mici denivelări aflată la baza unei cariere de nisip, în a cărui perimetru se găsesc mai multe formațiuni geologice, cu dimensiuni de la câțiva centimetri până la câțiva metri și forme neregulate, sferice sau elipsoidale; cunoscute sub denumirea de trovanți.